# Przedział (rejon łuniniecki)
Przedział (biał. Перадзел; ros. Передел) – chutor na Białorusi, w obwodzie brzeskim, w rejonie łuninieckim, w sielsowiecie Czuczewicze.
W dwudziestoleciu międzywojennym leżał w Polsce, w województwie poleskim, w powiecie łuninieckim, w gminie Czuczewicze. Po II wojnie światowej w granicach Związku Sowieckiego. Od 1991 w niepodległej Białorusi.